# David Semel
David Semel est un réalisateur et producteur américain qui travaille essentiellement pour la télévision. Il a été nommé en 2007 pour le Primetime Emmy Award de la meilleure réalisation pour une série télévisée dramatique pour l'épisode Genesis de Heroes.

## Filmographie

### Réalisateur
- 1994 - 1997 : Beverly Hills 90210 (10 épisodes)
- 1996 et 1997 : Sept à la maison (3 épisodes)
- 1997 : Brentwood (4 épisodes)
- 1997 et 1998 : Buffy contre les vampires (4 épisodes : Un premier rendez-vous manqué, Kendra, partie 2, Les Hommes-Poissons et Amours contrariés)
- 1998 et 1999 : Dawson (9 épisodes)
- 1999 et 2000 : Roswell (3 épisodes)
- 2000 : Angel (2 épisodes : Grossesse express et L'Hôtel du mal)
- 2000 et 2001 : Boston Public (2 épisodes)
- 2002 : Ally McBeal (épisode L'Entremetteuse)
- 2002 - 2005 : Mes plus belles années (9 épisodes)
- 2005 et 2006 : Dr House (3 épisodes)
- 2006 : Heroes (épisode pilote, Hors du commun)
- 2010 : Super Hero Family (3 épisodes)
- 2012 : Les Experts (saison 12, épisode 20)
- 2011 - 2012 : American Horror Story (3 épisodes)
- 2013 : Hemlock Grove (2 épisodes)
- 2014 : Legends (épisode pilote)
- 2014 : The Strain (2 épisodes)
- 2015 : The Man in the High Castle (épisode pilote)